# Исполнительный комитет ВОЗ
Исполнительный Комитет Всемирной Организации Здравоохранения — руководящий орган ВОЗ, осуществляет управление организацией в перерывах между сессиями Всемирной ассамблеи здравоохранения. Состоит из 34 членов. Статус и положения Исполнительного комитета ВОЗ закреплены в шестой главе Устава ВОЗ.
В настоящий момент[когда?] председателем Исполнительного комитета ВОЗ является доктор Mihaly Kökény, представитель Венгрии, ранее занимал должности министра соцобеспечения и министра здравоохранения Венгрии.

## Деятельность
Сессии Исполнительного комитета ВОЗ проводятся не реже 2 раз в год. Перед проведением Всемирной ассамблеи здоровья проводится большая сессия исполнительного комитета, на которой утверждается место проведения и повестка Ассамблеи. После Ассамблеи проводится малая сессия, на которой Исполнительный комитет рассматривает решения, утверждённые Ассамблеей.

## Функции
К ведению Исполнительного комитета относится:
1. Приведение в жизнь принципиальных решений Ассамблеи здравоохранения.
2. Функционирование в качестве исполнительного органа Ассамблеи здравоохранения.
3. Исполнение любых иных функций, порученные ему Ассамблеей здравоохранения.
4. Представление Ассамблее здравоохранения заключения по вопросам, переданным ему Ассамблеей или возникающим перед ВОЗ в связи с конвенциями, соглашениями и правилами.
5. Представление Ассамблее здравоохранения советов и предложений по собственной инициативе.
6. Подготовка повестки дня заседаний Ассамблеи здравоохранения.
7. Представление на рассмотрение и утверждение Ассамблее здравоохранения общих программ работ на определенные периоды.
8. Изучение всех вопросов, входящих в его компетенцию.
9. Принятие чрезвычайных мер в случаях, требующих немедленного действия в пределах круга ведения и финансовых возможностей. В частности, он может уполномочить Генерального директора принимать необходимые меры по борьбе с эпидемиями, принимать участие в организации медицинской помощи жертвам народных бедствий и предпринимать изучение и исследование вопросов, на крайнюю срочность которых обращено внимание Исполнительного комитета любым членом Организации или Генеральным директором.

## Члены
Исполнительный комитет ВОЗ состоит из 34 членов, избираемых Ассамблеей сроком на 3 года, каждый год треть от числа членов. От каждого из шести региональных бюро избирается не менее 3 членов. Государство, избранное членом, присылает по одному представителю в Исполнительный комитет, представитель должен обладать наивысшей компетентностью в области здравоохранения. 
| Государство                  | Срок полномочий | Представитель          | Пост представителя                                                                                                 |
| Америка                      | Америка         | Америка                | Америка |
| ---------------------------- | --------------- | ---------------------- | --- |
| Барбадос                     | 2010—2013       | D. Inniss              | Министр здравоохранения                                                                                            |
| Бразилия                     | 2008—2011       | P.M.Buss               | Президент фонда Освальдо Круза Манкиньюс                                                                           |
| Канада                       | 2009—2012       | K. Dodds               | Помощник заместителя министра по политике в области здравоохранения Министерства здравоохранения                   |
| США                          | 2010—2013       | N. Daulaire            | Директор управления по глобальным вопросам Департамента здравоохранения и социальной помощи                        |
| Чили                         | 2009—2012       | L. Jadue Hund          | Заместитель министра здравоохранения                                                                               |
| Эквадор                      | 2010—2013       | D. Chiriboga           | Министр здравоохранения                                                                                            |
| Африка                       |                 |                        | |
| Бурунди                      | 2009—2012       | N. Birintanya          | Директор службы общественного здравоохранения                                                                      |
| Маврикий                     | 2008—2011       | N. Gopee               | Главный врач Министерства здравоохранения                                                                          |
| Мавритания                   | 2008—2011       | Ould Horma             | Министр здравоохранения                                                                                            |
| Мозамбик                     | 2010—2013       | M.O. de Assunção Saíde | Государственный директор службы общественного здравоохранения                                                      |
| Нигер                        | 2008—2011       | A. Djibo               | Генеральный директор службы общественного здравоохранения                                                          |
| Сейшельские Острова          | 2010—2013       | B. Valentin            | Специальный советник по вопросам здравоохранения                                                                   |
| Уганда                       | 2008—2011       | S. Zaramba             | Генеральный директор службы здравоохранения                                                                        |
| Восточное Средиземноморье    |                 |                        | |
| Йемен                        | 2010—2013       | A.K Yahia Rasae        | Министр здравоохранения и населения                                                                                |
| Марокко                      | 2010—2013       | Y. Baddou              | Министр здравоохранения                                                                                            |
| Оман                         | 2008—2011       | A.J. Mohamed           | Советник по вопросам здравоохранения Министерства здравоохранения                                                  |
| Сирия                        | 2009—2012       | R. Said                | Министр здравоохранения                                                                                            |
| Сомали                       | 2009—2012       | A.I. Abdi              | Советник по здравоохранению Министерства здравоохранения                                                           |
| Европа                       |                 |                        | |
| Армения                      | 2010—2013       | А.С. Баблоян           | Председатель Постоянного комитета по вопросам здравоохранения, здоровья матери и ребенка Национального Собрания    |
| Венгрия                      | 2008—2011       | M. Kökény              | Председатель Комитета по здравоохранению Национального Собрания                                                    |
| Германия                     | 2009—2012       | E. Seeba               | Начальник Главного управления Общей Европейской и международной политики Федерального министерства здравоохранения |
| Норвегия                     | 2010—2013       | B.-I. Larsen           | Управление по здравоохранению                                                                                      |
| Россия                       | 2008—2011       | В.И. Стародубов        | Директор Центрального НИИ организации и информатизации здравоохранения Минздравсоцразвития                         |
| Сербия                       | 2009—2012       | T. Milosavljević       | Министр здравоохранения                                                                                            |
| Франция                      | 2009—2012       | D. Houssin             | Директор службы здравоохранения Министерства здравоохранения и Спорта                                              |
| Эстония                      | 2009—2012       | M. Jesse               | Директор Национального института по развитию здравоохранения                                                       |
| Западная часть Тихого океана |                 |                        | |
| Бруней                       | 2009—2012       | P.D.S. Osman           | Министр здравоохранения                                                                                            |
| Китай                        | 2010—2013       | Ren Minghui            | Руководитель Департамента международного сотрудничества Министерства здравоохранения                               |
| Монголия                     | 2010—2013       | S. Lambaa              | Министр здравоохранения, член парламента                                                                           |
| Самоа                        | 2008—2011       | G.A. Gidlow            | Министр здравоохранения                                                                                            |
| Япония                       | 2009—2012       | S. Omi                 | Профессор Медицинского университета                                                                                |
| Юго-Восточная Азия           |                 |                        | |
| Бангладеш                    | 2008—2011       | A.F.M.R. Haque         | Министр здравоохранения и семейного благосостояния                                                                 |
| Восточный Тимор              | 2010—2013       | M.Hanjam Soares        | Вице-министр здравоохранения                                                                                       |
| Индия                        | 2009—2012       | K. Sujatha Rao         | Секретарь службы здравоохранения и семейного благополучия                                                          |